# 国際馬術連盟
国際馬術連盟（こくさいばじゅつれんめい、フランス語: La Fédération équestre internationale）は馬術競技の国際競技連盟で、FEI馬スポーツ憲章の制定、障害飛越、馬場馬術、総合馬術クロスカントリー、エンデュランス馬術競技などの世界選手権を運営している。また、各馬術競技の国際ルールの制定や、選手のレーティングも行っている。本部はスイス・ローザンヌ。略称はFEI。

## 認定競技
国際馬術連盟は、以下の7つの馬術競技を国際的なガヴァナンスのもとで競技として認定している。
|                    | 日本語         | 英語             | 仏語                          | 障碍者馬術   |
| ------------------ | -------------- | ---------------- | ----------------------------- | ------------ |
| オリンピック競技   | 馬場馬術       | Dressage         | Dressage                      | パラ馬場馬術 |
| オリンピック競技   | 障害飛越       | Show jumping     | Saut d'obstacles              |              |
| オリンピック競技   | 総合馬術       | Eventing         | Concours complet d'équitation |              |
| 非オリンピック競技 | エンデュランス | Endurance        | Endurance                     |              |
| 非オリンピック競技 | 馬車競技       | Combined driving | Attelage                      | パラ馬車競技 |
| 非オリンピック競技 | 軽乗           | Vaulting         | Voltige                       |              |
| 非オリンピック競技 | レイニング     | Reining          | Reining                       |              |

## 歴史
1921年に、ベルギー、デンマーク、フランス、イタリア、日本、ノルウェー、スウェーデンとアメリカ合衆国の8ヶ国によって設立。2011年現在、FEIは133の国・地域の協会が加盟している。日本は日本馬術連盟が加盟している。

## 歴代会長
- Baron du Teil（フランス）
- Colonel G.J. Maris（オランダ）
- Major J.K. Quarles van Ufford（オランダ）
- General Guy V. Henry（アメリカ合衆国）
- General Max Frh. Von Holzing-Bertstett（ドイツ）
- Lt. Col. J.K. Quarles van Ufford（オランダ）
- M. Magnus Rydman（フィンランド）
- General Baron Gaston de Trannoy（ベルギー）
- 王配ベルンハルト（オランダ）
- エディンバラ公フィリップ（イギリス）
- アン王女（イギリス）
- ピラール王女（スペイン）
- ハヤ王女（ヨルダン）
- イングマー・デボス